# Присоединение Синьцзяна к КНР
Присоединение Синьцзяна к КНР — включение в октябре 1949 года Восточно-Туркестанской республики и подконтрольной Китайской Республике части провинции Синьцзян в состав Китайской Народной Республики.

## Предыстория
В конце 1930-х — начале 1940-х годов абсолютным хозяином Синьцзяна был Шэн Шицай. Он проводил независимую от центральных властей политику, во многом ориентируясь на СССР.
В 1937 году началась японо-китайская война. Вскоре, Китай потерял приморские провинции, а в 1942 году и Бирманская дорога была перерезана; таким образом Синьцзян стал его единственным каналом связи с внешним миром (не считая воздушного пути через Гималаи; см. the Hump). Именно через Синьцзян поступали военные грузы из Советского Союза. Это заставило китайского руководителя Чан Кайши обратить на Синьцзян серьёзное внимание. В это время шла Великая Отечественная война, германские войска достигли своего наибольшего продвижения, и Шэн Шицай решил, что пора отказаться от ставки на СССР. Зная, что Чан Кайши потребует разорвать связи с СССР, очистить провинцию от коммунистов и разгромить демократическое движение, Шэн Шицай ещё в первой половине 1942 года начал репрессии, и к лету 1942 года уже никаких признаков демократического движения в Синьцзяне не наблюдалось.
К 1944 году Шэн Шицай стал настолько одиозной фигурой, что Чан Кайши вообще упразднил должность губернатора провинции и отозвал Шэн Шицая в Чунцин. Провинциальное правительство возглавил член ЦК Гоминьдана генерал У Чжунсинь, который объявил амнистию части политзаключённых, но было уже поздно.

## События 1944—1945

Восточно-Туркестанская республика

В ноябре 1944 года началось восстание населения Илийского края, и 15 ноября 1944 года было провозглашено образование Восточно-Туркестанской республики. К марту 1945 года весь Илийский округ был очищен от гоминьдановских войск, а в середине июля восточно-туркестанские войска развернули наступление через Тарбагатайский округ на Алтай, и в сентябре, объединившись с местными казахскими партизанами, установили контроль над большей частью Алтайского округа.
В сентябре 1945 года генералиссимус Чан Кайши выступил по радио и признал за «Революционной базой трёх округов» право на «местную автономию». Он призвал начать переговоры с целью создания единого коалиционного правительства в Синьцзяне. Сознавая, что 12-тысячной армии Восточно-Туркестанской республики противостоит 100-тысячная гоминьдановская группировка в Синьцзяне, и что в случае продолжения боевых действий численное и техническое превосходство противника рано или поздно сыграют свою роль, руководство Восточно-Туркестанской республики приняло предложение генералиссимуса. В октябре 1945 года правительственная делегация Восточно-Туркестанской республики прибыла в Урумчи.

## Коалиционное правительство

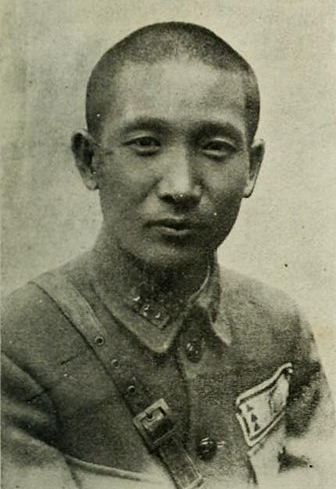
Генерал Чжан Чжичжун

Учитывая сложную ситуацию в Синьцзяне, Чан Кайши назначил председателем синьцзянского правительства генерала Чжан Чжичжуна, который возглавил гоминьдановскую делегацию на переговорах; делегацию Восточно-Туркестанской республики возглавлял Ахметжан Касыми. После трёх месяцев переговоров 2 января 1946 года было подписано «Соглашение из 11 пунктов», в соответствии с которым создавалось коалиционное правительство. 15 человек в правительстве должны были представлять местных жителей, 10 — гоминьдановское руководство. Провозглашались равенство языков, свобода слова, печати, собраний, организаций, свободное развитие внутренней и внешней торговли и т. п. Восточно-Туркестанская республика получила право сохранить свою армию.
В июне 1946 года «Соглашение из 11 пунктов» было утверждено Чан Кайши. Председателем правительства стал Чжан Чжичжун, его заместителем — Ахметжан Касымов. От Гоминьдана в правительство вошли Лю Мэнчунь, Ван Цзуншань, Бай Вэньби, Жанымхан, Салис, Иса-бек Юсуф и др.; от Восточно-Туркестанской республики — Абдукерим Аббасов, Далелхан Сугурбаев и др. По предложению Чжан Чжичжуна «особо уполномоченным на Алтае» был назначен Оспан-батыр, формально сотрудничавший с Восточно-Туркестанской республикой; тайные поставки Чжан Чжичжуном Оспану оружия и военного имущества привели к тому, что уже в апреле 1946 года он порвал с Восточно-Туркестанской республикой и перешёл на сторону гоминьдановцев.
Образование коалиционного правительства всколыхнуло националистов Кашгарии, выступивших с идеей создание «Тюркского государства». С целью не допустить дестабилизации обстановки, Чжан Чжичжун начал подавление выступлений в Кашгарии. В итоге действия Чжан Чжичжуна вызвали протесты, и Чан Кайши отозвал его, передав председательское кресло уйгуру Махсуду Сабри.
Махсуд начал яростную борьбу с демократическими силами Восточно-Туркестанской республики. Ему удалось поставить на некоторые руководящие посты в республике своих людей, а также привлечь на свою сторону различных националистов. Также он стал готовить вооружённые силы для окончательного разгрома Восточно-Туркестанской республики, в чём ему активно помогал американский вице-консул Дуглас Маккернан.
Грубые нарушения условий «Соглашения из 11 пунктов» привели к тому, что членам коалиционного правительства от Восточно-Туркестанской республики пришлось покинуть Урумчи и в начале августа 1947 года вернуться в Кульджу.

## 1947—1949
В сентябре-ноябре 1947 года на Алтае развернулись бои между отрядами Оспана и войсками Восточно-Туркестанской республики, в результате которых Оспан был разгромлен и ушёл на восток.
В 1948 году гоминьдановские войска терпели поражения от коммунистов по всему Китаю, поэтому основной заботой гоминьдановских властей в Синьцзяне стала подготовка к оказанию сопротивления НОАК. Откровенно националистическая политика Махсуда возмутила гоминьдановцев, и в декабре 1948 года Чан Кайши отстранил его от должности, назначив новым председателем правительства Синьцзяна Бургана Шахиди.
Бурган стал вести политику поддержания мира в Синьцзяне при сохранении статус-кво; правительство Восточно-Туркестанской республики с одобрением восприняло его действия. Было возобновлено авиасообщение Синьцзяна с СССР, восстановлено консульство СССР в Урумчи. Наладив связь с перешедшим под контроль коммунистов Пекином, Бурган в августе получил телеграмму от перешедшего к коммунистам Чжан Чжичжуна, в которой тот рекомендовал договориться с Восточно-Туркестанской республикой.

## Вхождение в состав КНР
Летом 1949 года гоминьдановцы в Китае были окончательно разгромлены, в августе части НОАК взяли Ланьчжоу, в сентябре — Синин, и на осень коммунисты назначили созыв Народного Политического Консультативного Совета с целью провозглашения Китайской Народной Республики. Мао Цзэдун назвал революцию в трёх округах Синьцзяна частью китайской революции, и делегаты от Восточно-Туркестанской республики также были приглашены в Пекин. Делегация вылетела, однако на перелёте Красноярск—Чита через хребет Хамар-Дабан самолёт при неясных обстоятельствах упал и разбился, пассажиры и экипаж погибли. В Пекин была отправлена новая делегация во главе с Сайфутдином Азизовым, которая согласилась на вхождение Восточно-Туркестанской республики в образуемую Китайскую народную республику.
19 сентября 1949 года Бурган Шахиди отправил лично Мао Цзэдуну телеграмму, в которой заявил, что народ Синьцзяна разрывает отношения с Гоминьданом и присоединяется к Коммунистической партии Китая. 25 сентября аналогичную телеграмму отправил в Пекин командовавший гоминьдановскими войсками в Синьцзяне генерал Тан Сыяо. Дуглас Маккернан попытался организовать в гоминьдановских частях, перешедших на сторону коммунистов, мятежи, но это ему не удалось. 1 октября 1949 года в Пекине была провозглашена Китайская народная республика, а 20 октября части НОАК вошли в Урумчи. Пекин подтвердил полномочия Бургана Шахиди в качестве главы правительства Синьцзяна, Сайфутдин Азизов вошёл в него как представитель Восточно-Туркестанской республики.
1 октября 1955 года в составе Китайской народной республики был образован Синьцзян-Уйгурский автономный район.